# (14064) 1996 DT3
(14064) 1996 DT3 est un astéroïde de la ceinture principale d'astéroïdes découvert en 1996.

## Description
(14064) 1996 DT3 a été découvert le 16 février 1996 au Centre de recherches en géodynamique et astrométrie (CERGA), à Caussols en France, par Eric Walter Elst.

### Caractéristiques orbitales
L'orbite de cet astéroïde est caractérisée par un demi-grand axe de 2,47 UA, un périhélie de 2,29 UA, une excentricité de 0,07 et une inclinaison de 2,66° par rapport à l'écliptique. Du fait de ces caractéristiques, à savoir un demi-grand axe compris entre 2 et 3,2 UA et un périhélie supérieur à 1,666 UA, il est classé, selon la JPL Small-Body Database, comme objet de la ceinture principale d'astéroïdes.

### Caractéristiques physiques
(14064) 1996 DT3 a une magnitude absolue (H) de 14,9 et un albédo estimé à 0,113.